# Zbrodnia w Hucisku
Zbrodnia w Hucisku – zbrodnia dokonana 12 kwietnia 1944 roku przez oddział Ukraińskiej Powstańczej Armii i SKW przy udziale cywilnej ludności ukraińskiej na polskich mieszkańcach wsi Hucisko i sąsiadującej z nią wsi Miedziaki, położonych w powiecie bóbreckim województwa lwowskiego. Ofiarą zbrodni padło ponad 100 osób.

## Przebieg zbrodni
W Hucisku istniała zorganizowana samoobrona polska, jednak warty wystawiano tylko w porze nocnej, ponieważ wówczas spodziewano się napadu UPA. Tymczasem 12 kwietnia 1944 roku o godzinie 10 rano do wsi wjechał konny zwiad upowski w niemieckich mundurach i bez przeszkód dostał się do centrum wsi, gdzie w budynku szkoły zabarykadowali się polscy mężczyźni organizując w pośpiechu obronę. Jeden z intruzów, posługując się językiem niemieckim, wezwał Polaków do otwarcia budynku. Obrońcy spełnili to żądanie w przekonaniu, że mają do czynienia z Niemcami. Po wkroczeniu do szkoły upowcy aresztowali zgromadzonych tam mężczyzn. W tym samym czasie do wsi weszły grupy cywilów ukraińskich z pobliskich wsi – Siedlisk, Suchodołu i Polany, uzbrojone w broń palną, siekiery a także działko. Napastnicy rozeszli się po wsi, dokonując aresztowań polskich mężczyzn i chłopców. Aresztowanych spędzono do zagrody Piotra Gierusa, związano i tam, stosując tortury, mordowano: rozstrzeliwano, rąbano siekierami, kilka osób przecięto piłą. Po egzekucji zwłoki wrzucono do stodoły i podpalono. Do pojedynczych zbrodni doszło także w innych obejściach. Oprócz mordów Ukraińcy dokonali rabunku mienia Polaków.
Grzegorz Motyka podaje liczbę 101 zabitych w Hucisku Polaków, w większości mężczyzn. Według Jerzego Węgierskiego zabito 85 osób w Hucisku i 19 w Miedziakach. Szczepan Siekierka, Henryk Bulzacki i Krzysztof Komański twierdzą, że w obu miejscowościach zginęło 118 osób.
Jako organizatorów zbrodni wymienia się braci Antona i Piotra Procoków z Łopusznej, z których jeden był dezerterem z SS-Galizien. Z napastnikami współpracowali miejscowi Ukraińcy – Wasyl Alfawicki i Kostecki.

## Po zbrodni
W nocy po zbrodni ocaleli polscy mężczyźni wyszli z kryjówek i pochowali zabitych w zbiorowej mogile. Dalej byli zmuszeni ukrywać się, gdyż UPA w kolejnych dniach przeczesywała Hucisko. Kobiety przebierały chłopców w dziewczęce ubrania. Mieszkańcy spalonych Miedziaków koczowali pod gołym niebem nie mogąc ewakuować się ze wsi, gdyż drogi były kontrolowane przez UPA. Dopiero po tygodniu, przy pomocy kilku żołnierzy niemieckich, udało się zorganizować transport części Polaków z Huciska i Miedziaków do Siemianówki. Po drodze transport został zaatakowany przez UPA, jedna osoba zginęła, a jedna została ranna. W późniejszym czasie UPA wypędziła ze wsi pozostałych w nich jeszcze Polaków.

## Upamiętnienie
10 kwietnia 2016 roku w Niezgodzie, gdzie po wojnie trafili dawni mieszkańcy Huciska i Miedziaków, odsłonięto pomnik ku czci zamordowanych. Msze św. koncelebrował i kazanie wygłosił ks. Tadeusz Isakowicz-Zaleski. Gospodarzem uroczystości był sołtys Niezgody Dariusz Gierus, wnuk Piotra Gierusa.

## Literatura
- Szczepan Siekierka, Henryk Komański, Krzysztof Bulzacki, Ludobójstwo dokonane przez nacjonalistów ukraińskich na Polakach w województwie lwowskim 1939–1947, Wrocław: Stowarzyszenie Upamiętnienia Ofiar Zbrodni Ukraińskich Nacjonalistów, 2006, ISBN 83-85865-17-9, OCLC 77512897.
- Grzegorz Motyka, "Ukraińska partyzantka 1942-1960", Warszawa 2006, ISBN 83-88490-58-3
- Jerzy Węgierski, W lwowskiej Armii Krajowej, Warszawa 1989, Wydawnictwo Pax, ISBN 83-211-1044-4